# Strongyliceps
Genre
Strongyliceps est un genre d'araignées aranéomorphes de la famille des Linyphiidae.

## Distribution
Les espèces de ce genre se rencontrent au Kenya et en Ouganda.

## Liste des espèces
Selon World Spider Catalog (version 16.5, 1/12/2015) :
- Strongyliceps alluaudi Fage, 1936
- Strongyliceps anderseni Holm, 1962

## Publication originale
- Fage & Simon, 1936 : Arachnida. III. Pedipalpi, Scorpiones, Solifuga et Araneae (1re partie). Mission scientifique de l'Omo. Mémoires du Muséum d'Histoire Naturelle, Paris, vol. 4, p. 293-340.